# Alena Savostikova
Alena Alexandrovna Savostikova (russisch Алёна Александровна Савостикова, Aljona Alexandrowna Sawostikowa; * 7. Januar 1991 in Kaliningrad) ist ein russisches Model und Schauspielerin.

## Leben und Karriere
Alena Savostikova wurde als ältestes von drei Kindern in Kaliningrad geboren und wuchs in Moskau auf. Sie verbrachte aufgrund der Geschäftstätigkeit ihres Vaters den Großteil ihrer Kindheit auf Reisen durch Europa, wo sie auch die Schulen in den jeweiligen Ländern besuchte.
Im Teenageralter zog sie in die USA, kehrte jedoch dann nach Kaliningrad zurück und studierte Internationales Recht an der Baltischen Föderalen Universität Immanuel Kant. Bereits mit 17 Jahren begann sie von Brüssel aus ihre Modelkarriere und arbeitet in dieser Branche auch im asiatischen Raum.
Sie lebt derzeit in Los Angeles und arbeitet zusätzlich zu ihrer Modeltätigkeit als Schauspielerin.
Savostikova trat in den US-TV-Serien Mindy Project und Mixology sowie in dem Spielfilm The Mummy: Resurrected auf.

## Filmografie
- 2011: American Badass: Bernie’s Back! (Kurzfilm)
- 2011: Cats Dancing on Jupiter
- 2011: Bloody Mary 3D
- 2011: Sand Sharks (Fernsehfilm)
- 2011: Ripped Like Jesus (Kurzfilm)
- 2012: The Babymakers
- 2012: The Mindy Project (Fernsehserie, eine Folge)
- 2012: Charlies Welt – Wirklich nichts ist wirklich (A Glimpse Inside the Mind of Charles Swan III)
- 2014: The Mummy Resurrected
- 2014: Mixology (Fernsehserie, eine Folge)
- 2014–2015: Rizzoli & Isles (Fernsehserie, 2 Folgen)
- 2016: Alice and the Most Dangerous Band in the World (Dokumentation)